# انزو کوپینی
انزو کوپینی (ایتالیایی: Enzo Coppini; ۱۸ آوریل ۱۹۲۰ – ۲۹ ژوئیهٔ ۲۰۱۱) دوچرخه‌سوار اهل ایتالیا بود.